# وایت سیتی (کنتاکی)
وایت سیتی (به انگلیسی: White City) یک منطقهٔ مسکونی در ایالات متحده آمریکا است که در شهرستان لرو، کنتاکی واقع شده‌است. وایت سیتی ۲۵۵٫۱۲ متر بالاتر از سطح دریا قرار دارد.